# Yu Hua
(Intervista a Yu Hua, gennaio 2006, di Maria Rita Masci)
Yu Hua (cinese semplificato: 余华; cinese tradizionale: 余華; pinyin: Yú Huá) (Hangzhou, 3 aprile 1960) è uno scrittore cinese.
Il nome è composto dal cognome della madre (Yu) e del padre (Hua). È considerato uno degli autori più influenti della Cina contemporanea e uno dei più acclamati autori della nuova generazione di scrittori cinesi; grazie alle sue frequenti partecipazioni a fiere del libro e incontri accademici è uno degli scrittori cinesi più noti e amati all'estero. Nel 1998 e nel 2018 ha vinto il Premio Grinzane Cavour e nel 2014 il Premio letterario Giuseppe Acerbi per il romanzo Vivere!

## Biografia
Yu Hua nasce il 3 aprile del 1960 a Hangzhou, nel sud della Cina, da padre medico e madre infermiera. A un anno di età, la famiglia si sposta nella vicina cittadina di Haiyan, dove il padre diviene chirurgo; lo scrittore abiterà lì per circa trent'anni. Yu Hua trascorre un’infanzia in solitudine: i genitori, costretti a passare intere giornate all'ospedale, lo affidano spesso al fratello maggiore che però molto spesso manca ai suoi doveri. Quando inizia la quarta elementare, la famiglia si trasferisce nel complesso ospedaliero dove lavorano i genitori, proprio di fronte all'obitorio. È tra le mura dell'ospedale che Yu Hua trascorre la maggior parte del suo tempo, fino all'adolescenza; questo luogo, e la fisicità della morte, non gli incuteranno timore: "[...] da bambino non avevo paura né di vedere un morto né tanto meno dell’obitorio. D’estate, quando faceva molto caldo, mi piaceva restare là da solo perché i letti di cemento erano veramente freschi. Ricordo che l’obitorio era sempre pulito, circondato da alberi molto alti e con una finestra sempre spalancata per far circolare l’aria." L'ambiente ospedaliero e un rapporto quasi quotidiano con la morte influenzeranno fortemente la sua vita di scrittore e lo stile della sua futura produzione letteraria.
Nel 1973 Yu Hua termina le scuole inferiori e in quello stesso anno, con la riapertura della biblioteca del paese - fino ad allora rimasta chiusa a causa della Rivoluzione culturale - inizia anche il suo amore per la letteratura. Conclusa la scuola media, sotto la spinta dei genitori, viene indirizzato alla carriera di dentista all'ospedale di Haiyan. Come affermerà lui stesso in uno dei suoi scritti: "[...] fu mio padre a predisporre tutto abilmente in modo che io, a differenza dei miei compagni, entrassi in ospedale. Sperava che anch'io vi passassi tutta la vita." Tuttavia, gli studi di medicina gli risultano insopportabili perché troppo rigidi; i suoi interessi si orientavano verso attività più creative, che gli permettessero di avere più tempo libero a disposizione. Dopo aver svolto per cinque anni il lavoro di dentista, medita di cambiare attività e di farsi assumere al Centro Culturale del distretto. Poiché uno dei requisiti di ammissione era avere al proprio attivo un'opera letteraria, nel 1984 lascia il mestiere di “cavadenti" e inizia a scrivere con grande dedizione. Dopo aver pubblicato alcuni racconti in diverse riviste letterarie cinesi, Yu Hua ottiene i permessi governativi necessari per iniziare il nuovo lavoro al Centro Culturale dove lavora fino al 1989. In seguito lascia Haiyan per trasferirsi a Jiaxing e poi a Pechino; di Haiyan, e dei suoi ricordi infantili della città, resteranno comunque ampie tracce nelle sue opere, specie nei suoi racconti. Nel 1991 incontra la poetessa Chen Hong, sua futura moglie, all'Accademia letteraria Lu Xun, dove entrambi frequentano il corso di laurea magistrale in letteratura. Nel 2004 viene nominato dal governo francese Cavaliere dell'Ordine delle Arti e delle Lettere.

## Carriera letteraria
(Finken Helen, “EAA Interview with Yu Hua, author of To Live (Huozhe)”, Education about Asia, 2003, vol. 8, n. 3, winter.)
Il debutto letterario di Yu Hua avviene nel 1983, quando l'autore ha solo ventitré anni: tra i suoi primi lavori ci sono Di yi sushe (letteralmente Il primo ostello) e Gezi, gezi, (letteralmente Colombi, colombi). Nel 1984 pubblica il racconto Xing xing (letteralmente Stelle) e Yueliang zhaozhe ni, yueliang zhaozhe wo (letteralmente La luna ti illumina, la luna mi illumina). Tre anni dopo scrive la sua prima opera innovativa, di ribellione e di rottura intitolata Shibasui chumen yuanxing (十八岁出门远行 letteralmente "A diciott’anni sono andato via di casa"), apparsa sul Beijing Wenxue (北京文学 Letteratura di Pechino): questa segna la maturazione artistica di Yu Hua che, influenzato dallo scrittore giapponese Yasunari Kawabata, passa ad una scrittura più libera e più personale. Negli anni seguenti pubblica alcuni racconti sperimentali presso riviste prestigiose come Beijing wenxue, Zhongshan e Shouhuo, guadagnandosi la fama di scrittore della neonata avanguardia cinese insieme a Ma Yuan, Ge Fei, Su Tong, Ye Zhaoyan.
Nel 1986 pubblica la raccolta di racconti Torture. Nell'edizione italiana del 1997 verranno pubblicati quattro dei racconti più significativi, originariamente usciti in anni diversi: 1986, Un tipo di realtà, Passato e pene e Errore in riva al fiume.
1986 (Yijiu baliu nian 一九八六年, 1987) è il primo racconto dell'autore in cui viene fatto largo uso di scene, molto dettagliate, di violenza e crudeltà. Narra la storia di un insegnante di storia delle scuole medie che fa ritorno al suo paese di origine dopo che le guardie rosse, durante il periodo della Rivoluzione culturale, lo hanno sequestrato. Scoprirà che tutto è cambiato: la moglie ha sposato un altro uomo, al quale la figlia si è ormai molto affezionata, il paese è felice e ha dimenticato gli incubi del passato. Incapace di affrontare cambiamenti così profondi e già minato mentalmente a causa delle vicende trascorse, si autoinfligge delle torture fisiche, di cui lo scrittore dà ampi dettagli, che lo condurranno alla morte. Alla notizia della sua scomparsa, la moglie, la figlia, e l'intera comunità, inorridite da quanto egli rappresentava del passato, proveranno un immediato sollievo, potendo ritornare a vivere nella tranquillità.
In Un tipo di realtà (Xianshi yi zhong 现实一种, 1987) la storia verte intorno a una spirale di violenza domestica che si consuma tra le famiglie dei due fratelli Shangang e Shangfeng, dovuta alla morte accidentale del figlio neonato di Shanfeng, causata da Pipi, il figlio di Shangang. Dopo che Shanfeng sceglierà di rivalersi sul nipote, uccidendolo a sua volta, il fratello Shangfeng lo appenderà ad un albero, facendolo divorare da un cane. Alla fine, Shangang viene arrestato e sottoposto a pubblica esecuzione da parte delle autorità locali. Il romanzo si chiude con un finale grottesco: una équipe di medici seziona il cadavere di Shangang, giustiziato poco prima, su un tavolo da ping pong.
Il racconto Passato e pene (Wangshi yu xingfa, 1989) si apre con un misterioso telegramma, dal breve contenuto "torna presto", che induce il protagonista, chiamato lo Straniero, ad intraprendere un viaggio. Recatosi nella città di Nebbia, afflitto dal ricordo di una data, 5 marzo 1965, che non riesce a legare ad alcun ricordo preciso, incontra un esperto in punizioni che gli rivela di aver tenuto in serbo per lui una tortura mai direttamente sperimentata. Gli propone di farsi tagliare il suo corpo a metà con un coltello da macellaio; il troncone superiore verrà posto su una lastra di vetro, e la morte sopravverrà lentamente per dissanguamento. Lo Straniero accetta la punizione, avvertendone l'orribile fascino e la fatalità. L'esperto fallirà però nell'esecuzione: il rito prevede che il taglio debba avvenire con un solo colpo, ma la sua mano trema e dovrà rinunciare all'esecuzione.
Errore in riva al fiume, infine, è un racconto poliziesco che mette in scena una serie di omicidi, avvenuti tutti allo stesso modo sulla riva di un fiume. L'ispettore incaricato delle indagini interroga tutte le persone sospettate di essere collegate al delitto senza riuscire ad arrivare al vero assassino. Questo, alla fine, è identificato nel pazzo del villaggio che, a causa della sua instabilità mentale, verrà internato. Due anni dopo, di ritorno al villaggio, si macchierà di un nuovo crimine. L'ispettore deciderà di farsi giustizia da sé uccidendolo; in seguito si costituirà alla polizia e per evitare la carcerazione, su esortazione della moglie e del commissario, si fingerà a sua volta pazzo e verrà rinchiuso in un ospedale psichiatrico.
Negli anni ’90 avviene un cambiamento di toni e di stile nella produzione di Yu Hua. Nel 1991 scrive il suo primo romanzo, L'eco della pioggia, considerato come lavoro di transizione tra i suoi precedenti scritti sperimentali e la sua successiva scrittura realista critica. Il romanzo riceve giudizi negativi sia da parte del pubblico che della critica: il critico avanguardista Chen Xiaoming, in particolare, lo definisce un fallimento, perché troppo concentrato sull'esperienza personale e sulla psicologia individuale: la rappresentazione della storia e della realtà ne risulterebbe limitata.
Nel 1992 Yu Hua torna con due opere: Morte di un proprietario terriero e Vivere! che hanno entrambe per protagonista il figlio di un proprietario terriero. Nel 1995 pubblica Cronache di un Venditore di Sangue, la storia ironica di un contadino costretto a vendere il proprio sangue per mantenere la famiglia; con il precedente romanzo Vivere!, e a seguito della scoperta di importanti scrittori della cultura occidentale, come Franz Kafka, Borges e Calvino, segna il definitivo passaggio da uno stile letterario “macabro” e “crudele” ad uno più mite e pacato.
Le opere pubblicate nel primo decennio del Duemila sono la raccolta di racconti Le cose del mondo sono fumo (2004) e i romanzi Brothers (Xiong Di, 2005-06), e Arricchirsi è glorioso (Xiong Di Xia), pubblicati in Cina a qualche mese di distanza l'uno dall'altro. Essi raccontano la Cina dalla Rivoluzione culturale al boom economico attraverso le figure opposte e complementari di due fratelli, Song Gang e Li Testapelata, che rappresentano le contraddizioni della società cinese contemporanea.
La Cina in dieci parole (2010), riassume con ironia alcuni stereotipi o reali paradossi del popolo cinese, mentre Il settimo giorno (2013), racconta della controversa realtà cinese attraverso la voce narrante di un defunto.

### L'eco della pioggia(1991)
Pubblicato nel 1991, L’eco della pioggia è il romanzo di formazione di un giovane ragazzo cinese dell'epoca maoista, seguito durante la sua infanzia e adolescenza, e nello stesso tempo un romanzo corale, che racconta i drammi, le miserie, i vizi e i sentimenti di una comunità contadina della Cina del XX secolo. Il protagonista è Sun Guanglin, secondo di tre figli, costantemente ignorato e trascurato dai suoi genitori e dai due fratelli. Mandato a vivere con un'altra famiglia all'età di soli sei anni, farà ritorno alla casa dei suoi genitori sei anni dopo, nella stessa notte in cui questa prende fuoco, rendendolo sospetto responsabile dell'accaduto. Lo stato di emarginazione in cui lo confineranno la famiglia e la comunità, gli permetterà di osservare la natura volubile della società cinese, drasticamente cambiata sotto il dominio comunista. I capitoli non si susseguono in ordine cronologico, ma seguono il flusso dei ricordi del giovane protagonista, in un processo definito dall'autore la “logica della memoria". Con un ritmo lento e cadenzato, assistiamo alle prime esperienze del ragazzo: la scoperta della sessualità, la gioia e il tormento dell’amicizia, la solitudine e l’abbandono da parte degli adulti che accomuna vecchi e bambini. Nei ricordi si mescolano malinconia, brio e ironia, tipici dello stile a volte grottesco, a volte scherzoso di Yu Hua. Il romanzo si apre con un grido di donna, filtrato attraverso il rumore di una pioggia sottilissima e pungente, che arriva alle orecchie del protagonista-bambino. Il titolo del romanzo simboleggia la protesta dell'uomo verso una società repressiva, tanto oscura e soffocante quanto una pioggia fitta.
Nonostante sia stato eclissato dal successo dei suoi successivi romanzi Vivere! e Cronache di un venditore di sangue, L'eco della pioggia è considerato ancora oggi come uno dei lavori più importanti di Yu Hua.

### Vivere!(1992)
Vivere! è la narrazione svolta da un cantastorie della vita di un vecchio contadino incontrato in un villaggio non meglio precisato, ma localizzabile nel sud del Paese, mentre è intento ad arare il proprio campo di riso con il suo bufalo. La storia della vita di questo anziano protagonista, di nome Xu Fugui, abbraccia circa cinquant'anni di storia cinese, dagli anni '40 agli anni '80. Fugui era un ricco proprietario terriero che, a causa della sua dipendenza dal gioco d’azzardo, in una notte perse tutti i suoi averi, destinando se stesso e la sua famiglia ad una vita di privazioni, aggravata da una serie di catastrofici eventi. Il contadino, sopravvissuto alla guerra, alla carestia, alla fatica e a una serie interminabile di vicissitudini, nonostante il feroce accanimento della sorte fa trasparire una visione positiva, una gioia di vivere difficilmente distinguibile dalla follia. Il messaggio che ne deriva sembra essere che, per imparare a vivere, è necessario confrontarsi con i grandi drammi della fame, della fatica e della guerra, e affrontare tutti gli eventi con le risorse della propria cultura e il conforto degli affetti famigliari. Questa filosofia di fondo, basata sulla resilienza individuale e sull'importanza collettiva dell'aiuto reciproco, rappresenta un invito a vivere pienamente la vita, nonostante essa ci metta di fronte a grandi difficoltà e privazioni. "Ho deciso di scrivere questo romanzo - racconta Yu Hua - per descrivere la capacità dell’uomo di essere ottimista nei confronti del mondo. Durante la stesura ho capito che gli uomini vivono per la vita in sé e per null'altro al di fuori di questa. Sento di aver scritto un’opera nobile." Il romanzo si apre con un artificio letterario, un racconto nel racconto. La voce narrante, che potrebbe essere identificata con lo scrittore stesso, è quella del giovane cantastorie. Il romanzo rimane tuttora uno dei libri più letti in Cina, dove ha venduto oltre 500 000 copie; in Italia ha ricevuto il premio Grinzane Cavour nel 1998 e, nel 2014, il Premio Giuseppe Acerbi.

### Cronache di un venditore di sangue(1995)
Pubblicato per la prima volta nel 1995, Cronache di un venditore di sangue narra le vicende di Xu Sanguan, un modesto lavoratore che si guadagna da vivere portando i bachi da seta dai luoghi di coltura alla fabbrica e che, per mantenere la famiglia, si ritrova costretto a vendere sangue presso gli ospedali locali. Arriverà a venderlo ben dieci volte: per sposarsi con la bella venditrice di frittelle Xu Yulan, per la nascita dei suoi tre figli Felice Uno, Felice Due e Felice Tre, e per far fronte ai problemi che investiranno la sua famiglia. A causa di questa pratica a cui si sottopone per necessità economiche, rischierà il collasso e dovrà a sua volta ricevere una trasfusione di sangue altrui. Il contesto storico in cui si svolge il romanzo è quello degli anni della rivoluzione popolare e delle riforme di apertura di Deng Xiaoping. Di questo periodo Yu Hua fa una straordinaria descrizione dal basso, saggia e ironica.

### Brothers(2005)
Xiongdi e Xiongdi Xia, pubblicati in Cina a distanza di pochi mesi l'uno dall'altro (2005), e in Italia in due volumi intitolati rispettivamente Brothers (2008) e Arricchirsi è glorioso (2009), è considerato uno dei principali best seller cinesi degli ultimi dieci anni. Il romanzo racconta la storia di due inseparabili fratelli nella piccola cittadina di Liuzhen sconvolta dalla Rivoluzione culturale: l'imprenditore sfacciato e faccendone Li Testapelata, con l'aria da brigante, e l'altruista Song Gang, di indole mansueta, onesta, virtuosa e umile. Due fratelli tanto opposti quanto complementari segnati da un diverso destino: la povertà per uno e la smisurata ricchezza per l'altro. Dal punto di vista stilistico, l'opera si presenta come una combinazione tra saga familiare, romanzo di formazione e racconti popolari di successo economico, caratterizzata da una pungente e ironico-grottesca comicità, dove non trovano spazio commozione e pietà. Yu Hua riesce a passare, con leggerezza, dalla comicità più pura all'innocenza autentica dell'animo infantile, e da questa alla drammaticità storica della Rivoluzione Culturale e ai suoi assurdi propositi e castighi. Lo stile e la scrittura sono scorrevoli e discorsivi: spesso il linguaggio fa ricorso a volgarità e parolacce, nell'intento di rendere più verace e realistica la narrazione. Attraverso la storia di questi due personaggi, con questo romanzo Yu Hua rappresenta l'esperienza collettiva cinese: la stessa cittadina di Liuzhen rappresenta un microcosmo, simbolo dei cambiamenti vissuti dalla Cina negli ultimi quarant'anni, dalla rivoluzione culturale alla fine del XX secolo. Alla presentazione della sua opera al Salone del Libro, Yu Hua per far capire l'intensità e la complessità dei cambiamenti avvenuti in Cina durante questi quattro decenni, li paragonò al processo di cambiamento (durato diversi secoli) con cui l'Europa passò dal Medioevo alla modernità.
Brothers è anche il frutto dei viaggi all'estero compiuti dall'autore negli Stati Uniti e in Europa, e rappresenta un po' la risposta alle domande e alle perplessità sollevate da parte di molti scrittori e giornalisti occidentali, sulla possibilità che la Cina avesse realmente potuto realizzare tali passaggi epocali in un così breve lasso di tempo, e che il popolo cinese ne avesse potuto sostenere il peso.
A livello internazionale il libro è stato accolto positivamente dalla critica, per la sua caustica visione della società cinese in preda al comunismo e all'iper-capitalismo, e per la sua capacità di mettere a nudo alcuni aspetti meno conosciuti della storia moderna cinese. In Cina, al contrario, l'autore è stato fortemente criticato e accusato di aver pubblicato fatti mai successi e di aver messo in imbarazzo il paese, allo scopo di ricavarne un profitto economico.

### Il settimo giorno(2013)
Dopo La Cina in dieci parole, pubblicato nel 2010, Yu Hua torna a raccontare gli avvenimenti cinesi avvenuti dall'epoca delle riforme di Deng Xiao Ping fino ad oggi. L'espediente letterario utilizzato per la narrazione è quello della morte, tema che, ossimoricamente, era già stato alla base del suo romanzo più celebre, Vivere! Il titolo fa riferimento a una tradizione cinese secondo la quale nei primi sette giorni dopo la morte, l'anima del defunto non si allontana dai familiari e dagli amici, ma rimane nelle vicinanze delle loro case. Il romanzo descrive il viaggio di una settimana nell'aldilà del defunto Yang Fei, un uomo vissuto nella Cina del capitalismo socialista e delle sue aberranti contraddizioni. Durante questo periodo incontrerà persone care smarrite da tempo, imparando nuove cose su di loro e su se stesso. Conoscenti e sconosciuti gli racconteranno poi la propria storia nel vero inferno, l’Aldiquà, rivelandogli tutte le difficoltà, i tormenti e le ingiustizie subite nella loro vita. Il settimo giorno racconta il disagio delle persone incapaci di affrontare così grandi e rapidi cambiamenti all’interno di un paese che sembra essersi dimenticato di valori come l’armonia, l’amore familiare, il rispetto e la condivisione come valori fondanti di una società civile. Dietro queste tragedie ci sono storie di vita e storie di morte in cui, ironicamente, si arriva a riscoprire quei valori vitali.
Con questo romanzo dalle vivide connotazioni panoramiche, Yu Hua si afferma ancora una volta come uno dei maestri del romanzo contemporaneo cinese.

## Influenze e stile
La produzione letteraria di Yu Hua è estremamente diversificata: va dai primi racconti d’impostazione ancora tradizionale, ad opere appartenenti al filone della “letteratura d’avanguardia” (xianfeng wenxue 先锋文学), di cui Yu Hua - insieme a Can Xue, Sun Ganlu, Ma Yuan e Ge Fei - fu uno dei protagonisti, caratterizzate da uno stile oggettivo e dalle trame disarticolate, ricche di descrizioni di episodi di violenza e crudeltà, incubi e allucinazioni, per arrivare ai romanzi neorealisti degli anni '90, scritti in modo semplice e lineare, in cui la descrizione di violenze e carneficine lascia il posto al racconto di vite di personaggi semplici.
Nella prima fase della sua produzione letteraria, Yu Hua nutre grande adorazione per lo scrittore giapponese Yasunari Kawabata, con il quale condivide l'idea che il vero scopo dell'arte e della letteratura sia quello di mostrare i sentimenti umani. Ed infatti, nei suoi primi lavori Yu Hua esprime i sentimenti, le pulsioni e i sogni giovanili attraverso personaggi positivi, onesti e pieni di speranza nell'avvenire, che si scontrano con una realtà negativa mantenendo però intatta la loro integrità morale. Successivamente, il legame con Kawabata viene sostituito da quello con un altro grande scrittore, Franz Kafka, scoperto casualmente nel 1985, grazie ad un amico che acquista a Hangzhou una raccolta di racconti.
Yu hua ha ammesso di non conoscere particolarmente gli autori cinesi moderni, non avendo ricevuto una formazione universitaria. Ha dichiarato invece di amare il Calvino del racconto La formica argentina e i racconti di Moravia, letti nei primi anni Ottanta.
Il 1986 rappresenta un punto di svolta per Yu Hua: al mondo sereno e positivo dei suoi racconti si sostituisce un mondo crudele, violento, che riflette il lato oscuro dell’uomo. La malinconia velata viene soppiantata da violenza e brutalità, descritte sospendendo ogni forma di giudizio. La violenza viene rappresentata attraverso la forma della pazzia, come nel racconto 1986, nel quale si manifesta attraverso manie di persecuzione e l'autoinflizione di pene, o nella forma della vendetta, quasi tribale, come in Un tipo di realtà. La storia stessa, forza ineluttabile, è carica di crudeltà, di dolore e di morte: Yu Hua cancella ogni aurea di storia gloriosa, portando alla luce le infamie che ha prodotto, come i soprusi avvenuti durante la Rivoluzione culturale.
La violenza linguistica e la trasgressione narrativa, originati dalla tensione tra realtà e finzione, che gli avevano valso il titolo di autore "arrabbiato e macabro", cedono il passo negli anni Novanta a un neorealismo più pacato: con i romanzi L’eco della pioggia e Vivere!, nonostante siano sempre presenti temi scabrosi quali la morte, la crudeltà, la solitudine, la miseria, e nonostante lo stile rimanga ancora distaccato, il mondo rappresentato nelle sue opere non è più soltanto ricolmo di malvagità, dolore e inquietudine: nell'oscurità si inizia a intravedere una speranza e una luce di vita. "Guardare al mondo con occhi empatici" diviene la cifra di questi romanzi che, attraverso uno stile semplice, ironico e umoristico, rendono evidente la forza e la perseveranza della dignità umana nel resistere e continuare a vivere anche sotto grandi avversità. L'autore spiega questo mutamento di stile come risultato del cambiamento del rapporto stabilito con i personaggi della sua opera: mentre negli anni '80 egli si manteneva separato da questi, riteneva lo scrittore "un Dio che può creare ogni cosa", dagli anni Novanta non usa più i suoi personaggi come oggetti, ma ne ascolta la voce, segue il naturale sviluppo della trama attraverso le loro azioni. La sua figura di autore inizia a dissolversi all'interno della narrazione; egli diviene, di fatto, personaggio delle sue stesse storie.
Vivere! è sicuramente l’opera letteraria che maggiormente incarna questo cambiamento di stile. Nelle piccole esperienze della gente ordinaria che caratterizzano i suoi romanzi, Yu Hua riscopre le semplici ragioni di vita. La storia che finora era stata in primo piano e con i suoi orrori turbava i personaggi, nei romanzi degli anni Novanta perde la predominanza e viene relegata sullo sfondo, facendo da cornice al romanzo. Gli eventi catastrofici, tuttavia, non vengono eliminati: lo scrittore continua a prediligere storie disseminate di problemi e di difficoltà: non ci sono vicende che abbiano un inizio sereno ed un lieto fine. La vita pone i personaggi di Yu, come le persone reali, in situazioni dure, difficili da affrontare e da sostenere. Tuttavia, egli decide di ridimensionare questa dimensione totalizzante di sofferenza, esponendo i problemi come, probabilmente, vennero realmente vissuti dai milioni cinesi delle campagne, troppo presi dalle loro quotidiane necessità per curarsene: ad esempio, la principale preoccupazione di Fu Gui, protagonista del romanzo Vivere!, e della sua famiglia, ambientato durante il periodo della Rivoluzione Culturale, è riuscire a trovare un marito per la figlia Fengxiaio; ai loro occhi, la persecuzione dei proprietari terrieri è quasi un sollievo ed un riscatto personale per Fu Gui che aveva perso tutte le sue terre e la sua casa a causa della sua dipendenza dal gioco.
Successivamente a Vivere! e L'eco della pioggia, con Cronache di un Venditore di Sangue Yu Hua dimostra di aver raggiunto una maturità artistica e una capacità espressiva che gli permettono di spaziare dal comico al grottesco, dal violento al tragico, dal commovente all'ironico. Tutte queste combinazioni passano attraverso un’innovazione stilistica messa a punto dallo stesso autore: la narrazione ripetitiva e la narrazione conversazionale, nella quale i personaggi vengono descritti in maniera indiretta, attraverso i dialoghi tra i vari personaggi. Le sue opere sono ancora fredde e molto controllate, ma allo stesso tempo sono sottilmente umoristiche e dimostrano una nuova sensibilità.
Con Il settimo giorno, Yu Hua torna a riflettere sulla morte, tema che, in maniera differente, era già stato alla base del suo romanzo più noto, Vivere! Qui, la satira carnevalesca presente in Brothers cede il passo a un tono malinconico.
In tutta la sua produzione letteraria, nonostante le sue continue mutazioni, rimane sempre presente il tema della violenza: Yu Hua ha spiegato tale aspetto affermando che i sentimenti che fanno muovere il mondo sono l'amore e l'odio. Non potendosi identificare con il genere love-story, non avrebbe potuto - a suo dire - che dedicarsi al suo opposto; essendo cresciuto durante la Rivoluzione culturale, ha infine ribadito come il terrore sia diventato un sentimento a lui connaturato.

## Elenco delle opere

### Racconti
- 1987. 《十八岁出门远行》Shíbā suì chūmén yuǎn xíng (A diciott’anni sono andato via di casa)
- 1987. 《现实一种》Xiànshí yī zhǒng (Un tipo di realtà)
- 1988. 《古典爱情》Gǔdiǎn àiqíng (Un amore classico)
- 1989. 《此文献给少女杨柳》Cǐ wénxiàn gěi shàonǚ yángliǔ (Dedicato alla giovane Salice)

### Raccolta di racconti
- 1986. Torture, I «Racconti crudeli» dello scrittore più estremo della Cina d'oggi, traduzione di M.R. Masci, Einaudi, 1997, ISBN 9788806143381
- 1988. 《世事如烟》 Shìshì rú yān

Le cose del mondo sono fumo, traduzione di M. R. Masci, Einaudi, 2004, ISBN 978-8806150075
- 2010. Racconti d'amore e di morte, C. Romagnoli (a cura di), Hoepli, ISBN 978-8820343651

### Romanzi
- 《在细雨中呼喊 》Zài xì yǔ zhōng hūhǎn - 1991 - L'eco della pioggia, traduzione dal cinese di Nicoletta Pesaro, Donzelli Editore, 1998, ISBN 9788879894432
- 《活着》Huózhe - 1992 - Vivere! traduzione dal cinese di Nicoletta Pesaro, Donzelli Editore, 1998, ISBN 9788879893954
- 《许三观卖血记》Xǔ sān guān mài xuè jì - 1995 - Cronache di un venditore di sangue, traduzione dal cinese di M.R. Masci, Einaudi, 1999, ISBN 9788806142490
- 《世事如烟》 Shìshì rú yān - 1999 - Le cose del mondo sono fumo, traduzione di M.R. Masci, Einaudi, 2004, ISBN 9788806150075
- 《兄弟》 Xiōngdì - 2005 - Brothers , traduzione di S. Pozzi, Feltrinelli, 2008, ISBN 9788807017568 e Arricchirsi è glorioso, traduzione di Silvia Pozzi, Feltrinelli, 2009, ISBN 9788807017834
- 《第七天》Dì qī tiān - 2013 - Il settimo giorno, traduzione di S. Pozzi, Feltrinelli, 2017, ISBN 9788858829615
- 《文城》Wénchéng - 2021 - La città che non c'è, traduzione di S. Pozzi, Feltrinelli, 2024, ISBN 9788807036040

### Saggi
- 2010. 《十个词汇里的中国》Shí gè cíhuì lǐ de zhōngguó

La Cina in dieci parole, traduzione di Silvia Pozzi, Feltrinelli, 2012, ISBN 9788858821657
- Mao Zedong è arrabbiato. Verità e menzogne dal pianeta Cina, traduzione di S. Pozzi, Feltrinelli, 2018, ISBN 9788807173486

### Articoli
- Incontri potenti, in Internazionale, n.1390, 23 dicembre 2020, pp. 11–12, trad. Silvia Pozzi

## Riconoscimenti
- 2002 - James Joyce Award

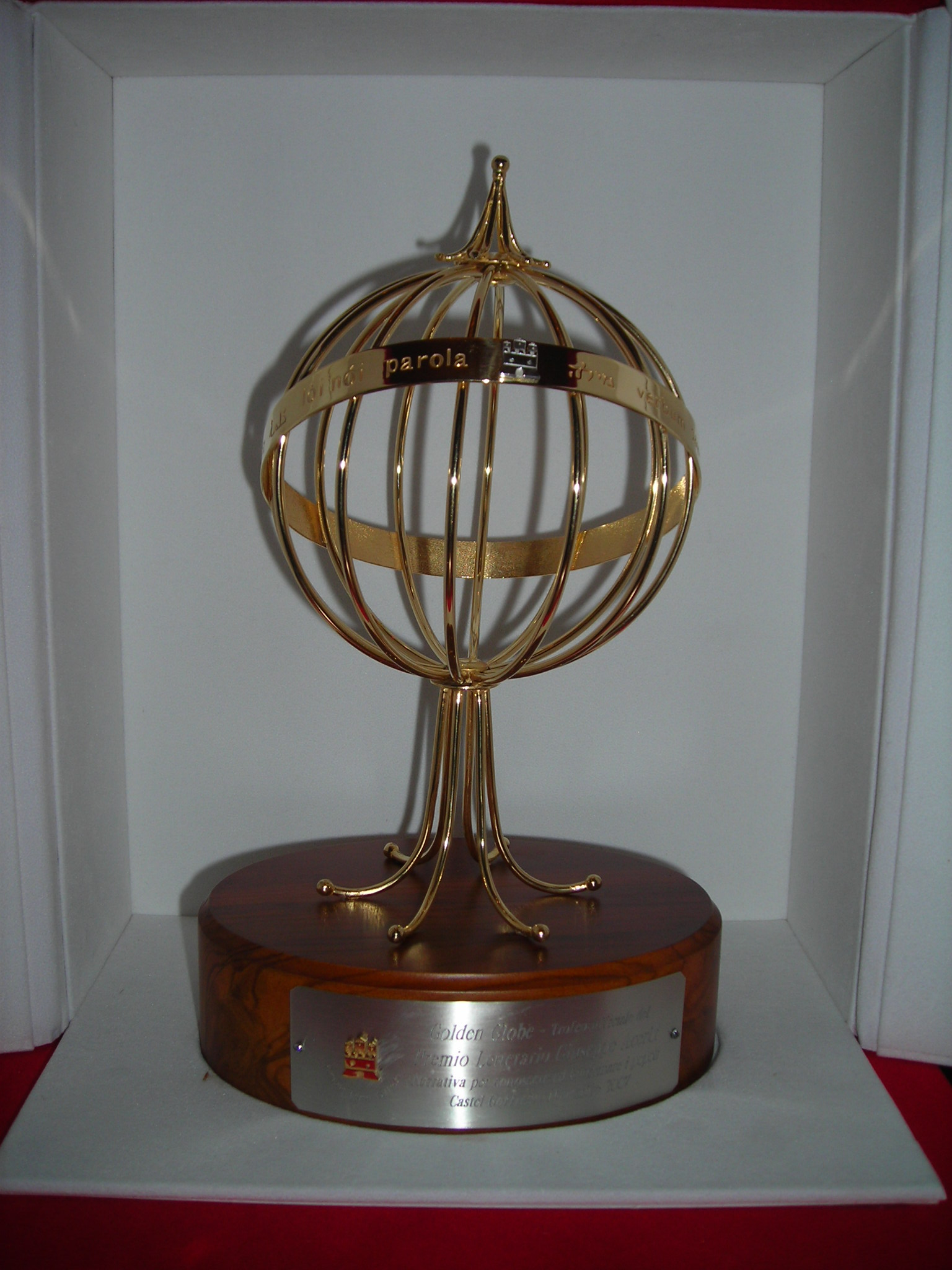
Premio letterario Giuseppe Acerbi.

- 2004 - Ordre des arts et des lettres
- 2008 - Premio Grinzane Cavour per il romanzo Vivere!
- 2014 - Premio letterario Giuseppe Acerbi per il romanzo Vivere!
- 2018 - Premio Internazionale Bottari Lattes Grinzane per il romanzo Il settimo giorno

## Adattamenti cinematografici
Tre grandi opere di Yu Hua sono state adattate per il grande e piccolo schermo: dal romanzo Vivere! (1992) è stata tratta l'omonima pellicola diretta dall'acclamato regista cinese Zhang Yimou, con la collaborazione dello stesso Yu Hua per la sceneggiatura; sebbene questa sia stata fortemente modificata rispetto all'originale, è stata comunque censurata al momento del suo rilascio. Ciò nonostante, nel 1994 il film vince il Grand Prix Speciale della Giuria al 47º Festival di Cannes. Dallo stesso romanzo, nel 2003 è stata poi tratta una serie televisiva diretta da Zhu Zheng, che prende il titolo dal nome del protagonista, Fu Gui. Per questa serie si è cercato di evitare il casting di grandi nomi per rappresentare più efficacemente la semplicità della vita nell'era rivoluzionaria cinese.
Anche Brothers (2007) è stato adattato a livello cinematografico, in lingua cantonese, dal regista di Hong Kong Sung Kee Chiu. Il film è stato però fortemente criticato dal pubblico, per essersi concentrato sul cast di grandi nomi di attori, omettendo quasi completamente il tema centrale del romanzo.
Più recentemente Cronache di un venditore di sangue (2015) è stato adattato in lingua coreana, diretto ed interpretato dall'attore Ha Jung-woo.
Nel 2023 il suo racconto giovanile Errore in riva al fiume è stato adattato in Cina come Il mistero scorre sul fiume.